# Glory (Bastille)
Glory is een single van de Britse band Bastille, van hun derde album Wild World. De single verscheen in september 2016 voor het eerst, als nummer op het album. Het werd in juni 2017 als download en als single uitgebracht, met op de B-zijde een liveversie van dit nummer, opgenomen in de Capitol Studios. Het nummer werd enkel een hit in België, zowel in Vlaanderen als Wallonië.

## Muziekvideo
Op 5 juni werd er een muziekvideo op YouTube geplaatst voor dit nummer. Dit duurt 5 minuten en 1 seconde. De hoofdrolspelers zijn Dan Smith en May Daniels. De video is geregisseerd door Daniel Brereton.